# Метиленове переміщення
Метиленове переміщення (рос. метиленовое перемещение, англ. methylene shuffle) — у хімії ліків — збільшення розмірів алкільного замісника на одну чи кілька груп СН2 в одній частині молекули з одночасним зменшенням розмірів іншого на таку ж кількість груп СН2 , наприклад, заміна пропілу та метилу в різних частинах молекули на два етили. Використовується в дизайні ліків для того, щоби змінити гідрофобні властивості сполуки, наприклад, в дизайні нових ліків на основі сільденафілу (віагра).